# Bruce Straley
Bruce Straley  é um diretor americano de jogos electrónicos empregado pela empresa de video-jogos Naughty Dog, para a qual começou a trabalhar em 1999. Ganhou notoriedade após realizar o aclamado jogo The Last of Us, lançado a 14 de Junho de 2013 para a Playstation 3. Realizou também, em parceria com Neil Druckmann, Uncharted 4: A Thief's End.

## Trabalhos
- Generations Lost - desenhista
- Crash Team Racing - artista
- Jak and Daxter: The Precursor Legacy - artista
- Jak II - artista
- Jak 3 - artista
- Uncharted: Drake's Fortune - director de arte
- Uncharted 2: Among Thieves - director do jogo[1]
- The Last of Us - director do jogo[2]
- Uncharted 4: A Thief's End - director do jogo[2]